# Henryk Walkowski
Henryk Walkowski (ur. 12 października 1913 w Łodzi, zm. 9 czerwca 2010 tamże) – magister prawa, z zawodu ekonomista. Działacz społeczny w Polskim Towarzystwie Turystyczno-Krajoznawczym (PTTK) w zakresie turystyki motorowej. Członek Honorowy PTTK. Działacz Łódzkiego Uniwersytetu Trzeciego Wieku.
W czasie wojny był żołnierzem Armii Krajowej i walczył w powstaniu warszawskim.
Urodził się w Łodzi, ale około 1918 po kilkuletnim pobycie w Moskwie, jako dziecko z rodzicami przeniósł się do Pabianic. Od 1962 mieszkał w Łodzi na Dołach.

## Wykształcenie
Naukę rozpoczął w Szkole Powszechnej nr 1 w Pabianicach na Starym Mieście, a w 1924 ukończył Szkołę Powszechną nr 3 na Nowym Mieście w Pabianicach. W 1924 rozpoczął naukę w Państwowym Gimnazjum Męskim im Jędrzeja Śniadeckiego w Pabianicach i tam zdał maturę, a świadectwo otrzymał 12 czerwca 1933.
Ukończył ze stopniem magistra w 1947 studia prawnicze na Katolickim Uniwersytecie Lubelskim, które rozpoczął jeszcze przed wojną. Wtedy I rok zaliczył, ale musiał po I roku z powodów finansowych przerwać studia i wstąpił do wojska, do jednoletniej podchorążówki we Włodzimierzu. Następnie studiował zaocznie. Część egzaminów zdawał w oflagu oficerskim w Murnau. Zapisał się na studia na Uniwersytecie Rzymskim w 1946.

## Służba wojskowa
Służbę wojskową odbył przed wojną w artylerii i został przeniesiony do rezerwy w stopniu podporucznika.
3 września 1939 został zmobilizowany i przydzielony do 1 baterii 10 pułku artylerii lekkiej w Łodzi i po długim marszu znalazł się w zgrupowaniu w południowej części województwa lubelskiego, gdzie jednostka została w październiku rozformowana.

## Działalność podziemna i powstańcza
Uczestnik ruchu oporu w latach okupacji hitlerowskiej. Zaczął w Zamościu, dokąd dotarł w październiku 1939 i zatrzymał się u narzeczonej. Na Boże Narodzenie 1939 wzięli ślub. Razem z żoną od 1940 prawie do końca 1941 redagował i powielał biuletyny informacyjne z nasłuchu radiowego o sytuacji wojennej i politycznej. Prześladowania Polaków na Zamojszczyźnie i możliwość dekonspiracji spowodowały przeniesienie się 22 listopada 1941 do Jeziorny pod Warszawą, a potem 6 marca 1942 do Warszawy na Bielany. Przysięgę konspiracyjną złożył ponownie 31 stycznia 1943.
Brał udział w powstaniu warszawskim jako dowódca plutonu w 101 kompanii w batalionie „Bończa” w Zgrupowaniu „Róg”.
Po kapitulacji powstania, poprzez Ożarów, Lamsdorf (Łambinowice) znalazł się w Oflagu Murnau. Stamtąd po wyzwoleniu obozu wstąpił do II Korpusu.
31 sierpnia 1946 wrócił do kraju.

## Praca zawodowa
Pracę zawodową rozpoczął od praktyki bankowej w 1936 w łódzkim oddziale PKO gdzie pracował do 3 września 1939. W czasie okupacji w Zamościu i w Warszawie pracował dorywczo jako fotograf, akwizytor, pracownik przetwórstwa papierniczego i wytwórca sztucznych ogni, urzędnik.
Po wojnie w latach 1947–1949 był właścicielem hurtowni środków opatrunkowych w Olsztynie i w Pabianicach. Od lipca 1949 pracował w Łodzi w „Chemikolorze” jako kierownik działu, następnie w Miejskim Handlu Detalicznym (MHD) Art. Włókienniczymi jako dyrektor handlowy.
Potem działalność zawodową związał z handlem zagranicznym, początkowo w Centrali Handlu Zagranicznego „Cetebe” w latach 1965–1971, a od 1971 w Centrali Tekstylnej „Textilimpex” jako kierownik działu. Stamtąd przeszedł na emeryturę 1 lipca 1981.

## Działalność społeczna w Polskim Towarzystwie Turystyczno-Krajoznawczym
W pracy społecznej uczestniczył od lat szkolnych w różnych organizacjach i stowarzyszeniach, w tym w gimnazjalnej drużynie ZHP. Pod koniec lat czterdziestych działał także w PZMot, jednak z uwagi na kierunek rozwoju tego stowarzyszenia – sport motorowy – poświęcił się działalności tylko w PTTK. Najpełniej jednak realizował się w działalności turystyczno-krajoznawczej w Polskim Towarzystwie Turystyczno-Krajoznawczym (PTTK).
Do PTTK wstąpił w 1953 i do śmierci był członkiem w Oddziale Łódzkim. Był współtwórcą Oddziału PTTK w Pabianicach, gdzie w latach 1954–1960 pełnił funkcję wiceprezesa. W latach 1973–1976 był wiceprezesem Zarządu Oddziału PTTK w Łodzi. W latach 1958–1972 i 1977–1981 był członkiem Zarządu Głównego PTTK. W latach 1958–1992 należał do Komisji Turystyki Motorowej ZG PTTK i był jej przewodniczącym w sześciu kadencjach – w latach 1958–1972 oraz 1977–1981. W latach 1975–1983 był członkiem Sztabu Głównego Służby Kultury Szlaku.
W latach 1958–1992 był wykładowcą i egzaminatorem na wielu kursach przodowników turystyki motorowej, przekazywał młodszym swoje doświadczenia i umiejętności turystyczne także pełniąc różne funkcje organizacyjne w Komisji Turystyki Motorowej (oddziałowej, okręgowej, centralnej), na rajdach i w imprezach turystyki motorowej. Od 1956 Przodownik Turystyki Motorowej na obszar całej Polski, posiadacz Złotej Odznaki Turystyki Motorowej.
Posiadacz Honorowej Jubileuszowej GOT z 1985.
Autor publikacji i opracowań na temat turystyki motorowej i historii tej dziedziny turystyki kwalifikowanej.
Publikował w biuletynach PTTK.
Turystykę motorową propagował i traktował jako jedną z form uprawiania krajoznawstwa oraz jako turystykę rodzinną.
Współorganizował Łódzki Uniwersytet Trzeciego Wieku i kierował jego Wydziałem Kultury Fizycznej, Turystyki i Krajoznawstwa, stworzył i był pierwszym redaktorem Biuletynu ŁUTW.
Posiadał uprawnienia z zakresu turystyki:
- Przodownik Turystyki Górskiej,
- Honorowy Przodownik Turystyki Górskiej od 1975,
- Przodownik Turystyki Motorowej,
- Honorowy Przodownik Turystyki Motorowej.

Pełnił następujące funkcje społeczne w PTTK na szczeblu centralnym i wojewódzkim:
Organizator i współorganizator w latach 1958–1996 wielu imprez turystyki motorowej w Oddziale Łódzkim PTTK, Okręgu PTTK w Łodzi, potem Zarządzie Wojewódzkim PTTK w Łodzi, Zarządzie Głównym PTTK. Organizował m.in. Rajdy Sudeckie Zarządu Wojewódzkiego PTTK w Łodzi.

## Działalność w innych stowarzyszeniach i partiach
- Członek Zarządu Polskiej Federacji Campingu.
- W latach 1952–1990 był członkiem Stronnictwa Demokratycznego w Łodzi.

## Odznaczenia i wyróżnienia
Państwowe:
- Medal Zwycięstwa i Wolności 1945 (1948)
- Złoty Krzyż Zasługi
- Srebrny Krzyż Zasługi (1974)
- Krzyż Kawalerski Orderu Odrodzenia Polski
- Warszawski Krzyż Powstańczy (1982)
- Medal 30-lecia Polski Ludowej (1974)
- Medal 40-lecia Polski Ludowej (1984)
- Medal za Długoletnie Pożycie Małżeńskie (1994)
- Honorowa Odznaka Miasta Łodzi (1985 i 1973)
- Srebrny Krzyż Zasługi z Mieczami (1995)

Wojskowe:
- Krzyż Walecznych nadany podczas Powstania Warszawskiego (15 września 1944, potwierdzono ostatecznie w 1989)
- Medal Wojska nadany przez MON w Londynie (1948)
- Krzyż Armii Krajowej nadany w Londynie (1989)
- Medal „Za udział w wojnie obronnej 1939” (1985);
- Odznaka weterana walk o niepodległość Warszawa (1995)
- Warszawski Krzyż Powstańczy (1982)
- Krzyż Partyzancki (1995)
- Brązowy Medal „Za zasługi dla obronności kraju” (1968)
- Medal za Warszawę 1939–1945 (1995)

Za działalność w PTTK:
- Członkostwo Honorowe PTTK Godność otrzymał 5 września 1997 na XIV Walnym Zjeździe PTTK w Lublinie.
- Zasłużony Działacz Kultury (1989)
- Medal 100 lecia Turystyki Polskiej (1973)
- Medal 125-lecia TT-PTT-PTTK (1998)
- Złota Odznaka Zasłużony Działacz Turystyki (1963)
- Złota Honorowa Odznaka PTTK (1964)
- i inne

## Miejsce spoczynku
Zmarł 9 czerwca 2010 w Łodzi. Pochowany na cmentarzu komunalnym na Dołach w Łodzi.